# Bizniz
Harold Ha (hangeul: 하원택; né le 16 mars 1982, mieux connu sous son nom de scène Bizniz (hangeul: 비즈니즈), est un rappeur et chanteur sud-coréen signé sous Brand New Music. Il a débuté en tant que membre du groupe sud-coréen de hip-hop Infinite Flow en 1999, puis a sorti son premier EP solo, This Is Bizniz, en 2008,,.

## Discographie

### Albums
- Ego (2010)
- Angstblute (2012)

### EPs
- This Is Bizniz (2008)
- Strictly Bizniz (2012)
- #evolution (2013)